# Desmanthus pumilus
Desmanthus pumilus là một loài thực vật có hoa trong họ Đậu. Loài này được (Schltdl.) J.F.Macbr. miêu tả khoa học đầu tiên.